# Ligue universelle de défense de la race noire
Die Ligue universelle de défense de la race noire war eine französische Bürgerrechtsorganisation schwarzer Menschen. Sie wurde 1924 gegründet und war die erste größere Sammelorganisation schwarzer Menschen in Frankreich. Ihr Hauptquartier war in Paris.
Die Ligue universelle de défense de la race noire wurde am 30. April 1924 von Kojo Tovalou Houénou, Nachfahr des letzten Königs von Dahomey, gegründet, der auch als Vorsitzender agierte. Sie veröffentlichte seit Mai 1924 die zweimonatliche Zeitschrift Les Continents, geleitet von René Maran.
Nicht ungewöhnlich für die damalige Zeit vertrat die Ligue im Wesentlichen assimilationistische und kolonialreformerische Positionen, plädierte also nicht für die Unabhängigkeit der Kolonien, sondern für die volle Staatsbürgerschaft der Kolonialisierten und die Bekämpfung der Missstände, die in den Kolonien herrschten.
Tovalou verhandelte im August 1924 auf einer USA-Reise mit Aktivisten wie W. E. B. Du Bois und Marcus Garvey (erfolglos) darüber, Paris zum Hauptsitz einer internationalen panafrikanischen Organisation zu machen. Bei seiner Rückkehr nach Paris wurden diese Kontakte von den französischen Behörden als gefährlich erachtet und Tovalou gezwungen, das Land zu verlassen. Die Veröffentlichung eines scharfen Textes von Maran im Oktober gegen den ersten afrikanischen Abgeordneten im französischen Parlament, Blaise Diagne, in Les Continents führte zu einer Verleumdungsklage durch diesen. Durch diese und die gleichzeitige Abwesenheit ihres Vorsitzenden geschwächt, löste sich die Ligue auf.
Teile ihrer Mitglieder fanden sich später wieder im 1926 gegründeten Comité de défense de la race nègre.